# Honey Saps Cola
Honey Saps Cola is een Duits colamerk dat in 1998 op de markt werd gebracht door het bedrijf Neumarkter Lammsbräu. De cola kan als een zeer bijzonder worden gezien, omdat het qua receptuur volledig afwijkt van die van de gebruikelijke colamerken.
Honey Saps Cola is een vruchtensapmengsel dat geen cafeïne bevat. De drank bestaat uit zuiver mineraalwater uit de Saps-bron, met daarbij vlierbessen- en citroensap en karamel. Daarmee wordt geprobeerd om zonder toevoeging van cafeïne toch de typische colasmaak te bewerkstelligen. Als biologisch product wordt Honey Saps Cola alleen gezoet met honing en worden geen conserveermiddelen of kunstmatige kleurstoffen toegevoegd.
Op de BioFach 1998, een belangrijke beurs voor biologische voeding, behaalde Honey Saps Cola de tweede prijs bij de verkiezing van het Product van het Jaar. In datzelfde jaar wees marktonderzoek uit dat Honey Saps Cola het meest succesvolle nieuwe biologische product was.